# No Sleep (Wiz Khalifa)
No Sleep was een single van het derde studioalbum van de Amerikaanse rapper Wiz Khalifa, Rolling Papers. Het nummer debuteerde in de Billboard Hot 100 op de zesde plaats waardoor het de tweede single was, na Black and Yellow, die een top-10 plaats behaalde in deze hitlijst. 